# Beckerberg
Der Beckerberg ist eine 330 m hohe Anhöhe südlich von Barntrup. Der höchste Punkt liegt auf der Grenze zu Blomberg. Sie ist vollständig bewaldet. Um den Berg herum führt ein Rundweg.